# Henry Holland, Exeter hercege
Henry Holland, Exeter 3. hercege (London, 1430. június 27. – 1475. szeptember) Lancaster-párti nemes volt a középkori Angliában. Részt vett a kor legnagyobb polgárháborújában, a rózsák háborújában.

## Családja
Henry Holland apja John Holland, Exeter 2. hercege volt, akitől 1444-ben örökölte meg vagyonát. Szoros rokoni szál kötötte a Lancaster-házhoz, nagyanyja, Elizabeth ugyanis IV. Henrik angol király testvére volt. Feleségül viszont Anne-t, Plantagenet Richárd yorki herceg lányát vette, így a York-házzal is rokoni kapcsolatba került. Egy lánya született 1455 körül, Anne.

## Rózsák háborúja
Exeter birtokai nem termeltek elég pénzt, ezért a herceg szinte folyamatosan pénzügyi gondokkal küzdött. Exeter ezért megpróbált megszerezni több fontos pozíciót, de mindig lecsúszott azokról. Legnagyobb sérelme az volt, hogy Yorkot, nem pedig őt nevezték ki régensnek, amikor VI. Henrik képtelenné vált az ügyek intézésére, holott ő volt a király egyik legközelebbi vérrokona. Állítólag adócsökkentést ígért azoknak az uraknak, akik mellé állnak.
Exeter a sok csalódás után elárulva és kirekesztve érezte magát, ezért Thomas Percyvel felkelést akart kirobbantani északon, de akciója teljes kudarc lett. Kilétét eltitkolva Londonba ment, ahol a Westminsteri apátságban keresett menedéket. York elfogatta, és csaknem egy évet kellett Pontefract várbörtönében töltenie.
Exeter 1455-ben szabadult, éppen a rózsák háborújának kitörésekor. A Lancaster-párthoz csatlakozott, és számos csatában vett részt, így a wakefieldiben  és a towtoniban. 1461-ben, amikor VI. Henriket megfosztották hatalmától, és IV. Eduárd, az akkor már halott apósának fia ült a trónra, Exeternek és más Lancastereknek menekülniük kellett Angliából. 1470-ig Burgundiában élt, majd amikor Richard Neville, Warwick grófja ismét VI. Henriket juttatta hatalomhoz, visszatért Angliába.
Szerencsétlenségére a Lancaster-ház uralma rövid lett. A barneti csatában súlyosan megsebesült, szolgái Londonba vitték gyógykezelésre. Ott azonban Exetert bebörtönözték, 1472-ben felesége elvált tőle, de 1475-ben IV. Eduárd úgy döntött, szabadon engedi, hogy részt vegyen egy franciaországi katonai akcióban. A hazavezető úton Exeter rejtélyes körülmények között vízbe fulladt. Elképzelhető, hogy Lancaster-pártisága miatt vízbe dobták.